# Koos Jeroen Kers
Koos Jeroen Kers (Amstelveen, 11 oktober 1986) is een Nederlands wielrenner.

## Carrière
In 2017 behaalde Kers zijn eerste profoverwinning toen hij in de eerste etappe van de Ronde van Iran de Australiër Liam White en Nikita Sokolov uit Kazachstan voorbleef in een sprint met elf renners. Na drie seizoenen nam Kers in 2018 afscheid van Baby-Dump Cyclingteam. In april van dat jaar werd hij derde in de Rutland-Melton International Cicle Classic, achter Gabriel Cullaigh en Karol Domagalski.

## Overwinningen
2017
1e etappe Ronde van Iran

## Ploegen
- 2015 –  Baby-Dump Cyclingteam
- 2016 –  Baby-Dump Cyclingteam
- 2017 –  Baby-Dump Cyclingteam

Boom · Bugter · Castelijns · Dielissen · Eefting · Hooghiemster · Hool · Kers · Richards · van Schip · Sweering · Timmermans · van de Vall · Dijkstra (stagiair)
van Breda · Dielissen · Doets · Hooghiemster · Kers · Ottema · Sweering · J.Timmermans · T.Timmermans · van de Vall · Vermeer
Celi · Doets · van der Duin · de Greef · Hooghiemster · Kers · de Kleijn · Korevaar · Oostra · Ottema · Sweering · Timmermans · van Sintmaartensdijk (stagiair)